# Баклакова Марія Валеріївна
Баклакова Марія Валеріївна (рос. Мария Валерьевна Баклакова; нар. 14 березня 1997) — російська плавчиня.
Учасниця Олімпійських Ігор 2012 року.
Переможниця літньої Універсіади 2017 року, призерка 2019 року.
Чемпіонка світу з плавання серед юніорів 2013 року.